# Sierra Grande
Sierra Grande is een plaats in het Argentijnse bestuurlijke gebied San Antonio in de provincie Río Negro. De plaats telt 6.978 inwoners.